# At-Turajmisa
At-Turajmisa (arab. التريمسة) – miejscowość w Syrii, w muhafazie Hama. W 2004 roku liczyła 6927 mieszkańców.